# 高田栄二
高田 栄二（たかだ えいじ、1974年10月21日 - ）は、神奈川県綾瀬市出身の元サッカー選手。ポジションはディフェンダー・ミッドフィールダー。

## 来歴
1997年、ジャパンフットボールリーグ（旧JFL）・富士通川崎サッカー部のプロ化に伴い川崎フロンターレの選手となるが、久野智昭、伊藤彰らとともにプロ契約をせず富士通に所属する「社員選手」として活躍した。
Jリーグが2部制に移行した1999年には川崎（当時J2）のJ1昇格に貢献し社員選手ながら主にスーパーサブとして活躍した。
同年、シーズン途中から指揮を執った監督の松本育夫は、昇格後のインタビュー記事の中で7得点を挙げた高田の昇格への貢献を高く評価していた。
2001年シーズン後に戦力外通告を受けた。

## 所属クラブ
- 日本大学藤沢高校
- 早稲田大学
- 1997年 - 2001年 川崎フロンターレ
- 2003年 コブラ・フットボール・クラブ
- 2004年 - 2005年 JAPANサッカーカレッジ

## 個人成績
| 国内大会個人成績 | 国内大会個人成績 | 国内大会個人成績 | 国内大会個人成績 | 国内大会個人成績             | 国内大会個人成績 | 国内大会個人成績 | 国内大会個人成績  | 国内大会個人成績 | 国内大会個人成績 | 国内大会個人成績 | 国内大会個人成績 |
| 年度             | クラブ           | 背番号           | リーグ           | リーグ戦                     | リーグ戦         | リーグ杯         | リーグ杯          | オープン杯       | オープン杯       | 期間通算         | 期間通算         |
| 年度             | クラブ           | 背番号           | リーグ           | 出場                         | 得点             | 出場             | 得点              | 出場             | 得点             | 出場             | 得点             |
| 日本             | 日本             | 日本             | 日本             | リーグ戦                     | リーグ戦         | リーグ杯         | リーグ杯          | 天皇杯           | 天皇杯           | 期間通算         | 期間通算         |
| ---------------- | ---------------- | ---------------- | ---------------- | ---------------------------- | ---------------- | ---------------- | ----------------- | ---------------- | ---------------- | ---------------- | ---------------- |
| 1997             | 川崎             |                  | 旧JFL            |                              |                  |                  |                   |                  |                  |                  |                  |
| 1998             | 川崎             |                  | 旧JFL            | 6                            | 0                | 1                | 0                 |                  |                  |                  |                  |
| 1999             | 川崎             | 2                | J2               | 28                           | 7                | 1                | 0                 |                  |                  |                  |                  |
| 2000             | 川崎             | 2                | J1               | 1                            | 0                | 2                | 0                 |                  |                  |                  |                  |
| 2001             | 川崎             | 2                | J2               | 9                            | 1                | 2                | 0                 |                  |                  |                  |                  |
| 通算             | 日本             | 日本             | J1               | 1                            | 0                | 2                | 0\|\|\|\|\|\|\|\| |                  |                  |                  |                  |
| 通算             | 日本             | 日本             | J2               | 37                           | 8                | 3                | 0\|\|\|\|\|\|\|\| |                  |                  |                  |                  |
| 通算             | 日本             | 日本             | 旧JFL            | \|\|\|\|\|\|\|\|\|\|\|\|\|\| |                  |                  |                   |                  |                  |                  |                  |
| 総通算           | 総通算           | 総通算           | 総通算           | \|\|\|\|\|\|\|\|\|\|\|\|\|\| |                  |                  |                   |                  |                  |                  |                  |

## 指導歴
- 2003年 早稲田大学ア式蹴球部女子部 コーチ
- 2004年 CUPS NIIGATA 監督
- 2005年 NIIGATA J.S.C 監督
- 2006年 SEIROU2002 監督
- 2007年 - 2008年 JAPANサッカーカレッジ コーチ
- 2009年 - 2013年 グランセナ新潟FC
  - 2009年 - 2012年 ジュニアユースコーチ兼グランセナ新潟コーチ
  - 2013年 監督
- 2014年 - 川崎フロンターレ
  - 2014年 - 2017年 U-15 コーチ
  - 2018年 - 2020年 U-12 監督
  - 2021年 - ヘッドオブコーチング